# Alexander Steel
Alexander Steel, né le 25 juillet 1886 à Newmilns (Écosse) et mort vers 1954, est un footballeur écossais des années 1900 et 1910.

## Biographie
Alexander Steel joue au football avec des clubs tels que l'Ayr FC, Manchester City, Tottenham Hotspur, Kilmarnock FC, Southend United et le Gillingham FC. Avec Manchester City, il joue au poste de défenseur entre 1906 et 1908. Avec Tottenham Hotspur, il joue un seul match en 1910.
Il joue avec le FC Barcelone entre 1911 et 1913 au poste d'attaquant. Avec le Barça, il marque 56 buts en 43 matches. Il remporte deux éditions de la Coupe des Pyrénées (1912 et 1913).